# Jansbrug (Haarlem)
De Jansbrug is een vaste brug in de Nederlandse stad Haarlem. De brug overspant de Nieuwe Gracht en verbindt de Jansstraat met de Jansweg. De brug is net zoals de straat en weg vernoemd naar de Orde van Sint-Jan.
De brug is in 1929 tegelijkertijd met de Manegebrug door de Dienst Openbare Werken vervangen. Deze brug is aangewezen tot gemeentelijk monument.
Iets ten zuiden van de brug stond tot 1683 de Janspoort.

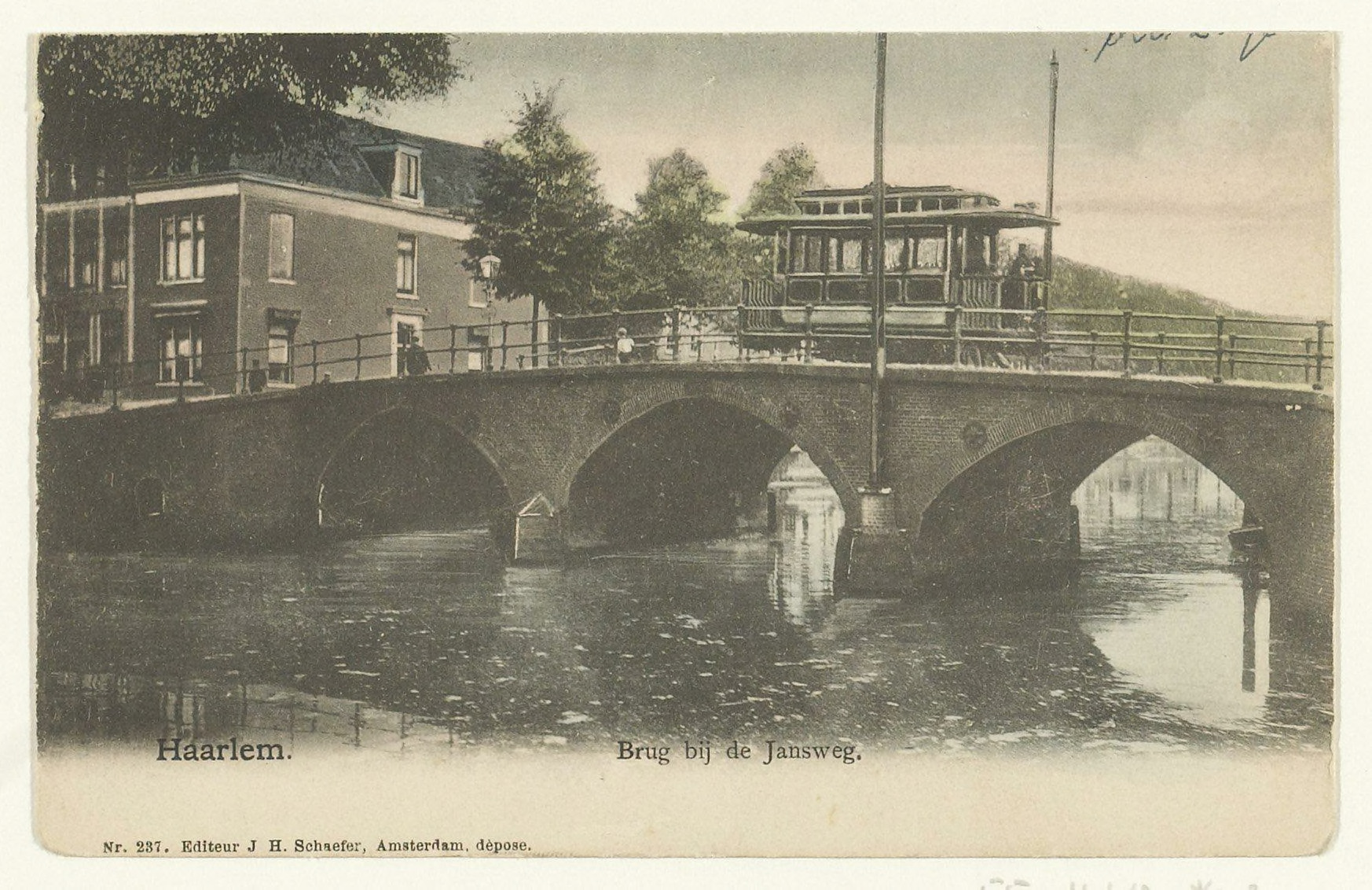
De Oude Jansbrug met een Haarlemse tram in de periode 1900 - 1905